# Каменная Горка (Житомирская область)
Каменная Горка (укр. Кам'яна Гірка) — село на Украине, находится в Лугинском районе Житомирской области.
Код КОАТУУ — 1822884002. Население по переписи 2001 года составляет 68 человек. Почтовый индекс — 11341. Телефонный код — 4161. Занимает площадь 0,55 км².

## Адрес местного совета
11341, Житомирская область, Лугинский р-н, с.Остапы, ул.Центральная, 2